# 381
Cette page concerne l'année 381  du calendrier julien. Pour l'année 381 av. J.-C., voir 381 av. J.-C. Pour le nombre 381, voir 381 (nombre).
L'année 381 est une année commune qui commence un vendredi.

## Événements
- 11 janvier : le roi wisigoth Athanaric, qui doit à son tour fuir de Transylvanie pour passer le Danube à la fin de 380, se réfugie à Constantinople pour s’humilier personnellement devant l’empereur Théodose Ier[1].
- Mai-juillet : Ier concile œcuménique de Constantinople (deuxième concile œcuménique)  : condamnation définitive de l’arianisme et des sabelliens. La doctrine de Nicée est confirmée, et la consubstantialité de l’Esprit avec le Père et le Fils affirmée. Instauration des patriarcats : Rome, Constantinople, Alexandrie, Antioche et Jérusalem. La primauté de Rome est reconnue et le siège de Constantinople est placé au-dessus des autres sièges orientaux[2].
- 2 mai : constitution de Théodose portant annulation des testaments des apostats[3].
- Juin : Grégoire de Nazianze, nommé patriarche de Constantinople, démissionne de son poste. Nectaire le remplace[4].
- 30 juillet : édit impérial rendant les décrets doctrinaux du concile de Constantinople obligatoires[5].

- 21-30 juillet : Théodose est à Périnthe (Héraclée)[6]
- Août : campagne victorieuse de Théodose où de l'un de ses généraux contre les Goths, les Skires et les Carpodaces alliés aux Huns. Il les repousse de l'autre côté du Danube[7].
- 3 septembre : les évêques ariens de Dacie Palladius et Secundianus sont déposés par le concile d'Aquilée[8]. Gratien condamne aussi l'hérésie arienne en Occident.
- 5 septembre : Théodose est à Andrinople[6].
- 28 septembre : Théodose est de retour à Constantinople[6].
- 20 décembre : première loi antipaïenne de Théodose. Interdiction aux particuliers des sacrifices païens[9].
- La bourgade de Cularo est renommée Gratianopolis qui deviendra par la suite Grenoble[10].
- Agitation à Rome et Milan suscitée par les partisans d'Ursinus et les ariens contre le pape Damase et l'évêque Ambroise de Milan[11].
- À Lyon un criminel est lynché par la foule, malgré la protection de l'évêque Just de Lyon[11].

## Décès en 381
- 21 janvier :  Athanaric, roi des Wisigoths[12].
- Mélèce Ier d'Antioche.